# Rejon mański
Rejon mański (ros. Ма́нский райо́н, Manskij rajon) – rejon administracyjny i komunalny Kraju Krasnojarskiego w Rosji. Stolicą rejonu jest wieś Szalinskoje, której ludność stanowi 22,9% populacji rejonu. Rejon został utworzony 4 kwietnia 1924 roku.

## Położenie
Rejon ma powierzchnię 5 976 km² i znajduje się w środkowo-południowej części Kraju Krasnojarskiego, granicząc na północny i północnym zachodzie z rejonem bieriozowskim, na północnym wschodzie z rejonem ujarskim, na południowym wschodzie z rejonem partizańskim, na południu z rejonem kuragińskim, a na południowym zachodzie z rejonem bałachtińskim.
Rejon jest usytuowany w dolinie rzeki Many.
Przez rejon przebiega droga magistralna M53.
Przez rejon przechodzi także główna linia kolei transsyberyjskiej.

## Ludność
W 1989 roku rejon ten liczył 21 888 mieszkańców, w 2002 roku 18 618, w 2010 roku 16 072, a w 2011 zaludnienie spadło do 15 985 osób.

## Podział administracyjny
Administracyjnie rejon dzieli się na 11 sielsowietów.